# Kreistanz
Ein Kreistanz (auch Rundtanz) ist ein Tanz mit kreisförmiger Aufstellung der Tänzer. Der Begriff wird für folgende Tanzarten verwendet:
- Tänze, bei denen die Tänzer mit dem Blick zur Kreismitte nebeneinanderstehen und sich an den Händen oder Schultern fassen, siehe Reigen (Tanz).
- Paartänze, bei denen sich die Paare synchron auf einer Kreisbahn bewegen. Diese Tanzart ist im Volkstanz häufiger als im modernen Gesellschaftstanz, z. B. im niederdeutschen Volkstanz und im Round Dance.
- Tänze von Einzelpersonen, die sich auf einer Kreisbahn bewegen, wie die Springtänze aus dem Okzitanien
- Tänze von Paaren auf einer Kreisbahn mit Partnerwechsel. Die Tänzer bewegen sich dabei in entgegengesetzten Richtungen, z. B. die Herren in Tanzrichtung, die Damen entgegengesetzt. Ein Beispiel ist die Rueda de casino.

Als Rundtanz werden in Bayern auch Tänze bezeichnet, für die keine bestimmten Figurentanzformen existieren. Zu den Rundtänzen zählen unter anderem Ronde (im Tripeltakt), Walzer, Polka, Boarischer oder der Zwiefache.
Kreistänze werden als die ursprüngliche Form des Tanzens angesehen. Als Teil der rituellen Kultur wurden aus rhythmischen Bewegungen die Kreistänze, welche eine Einheit der Gemeinschaft kräftigen sollen.